# Марко Шулайковски
Марко Шулайковски (на македонска литературна норма: Марко Шулајковски) е югославски партизанин и деец на комунистическата съпротива във Вардарска Македония.

## Биография
Роден е през 1921 година в град Дебър. Завършва средно образование в Скопие. Връща се в Дебър и в 1941 година става член на Комунистическата партия на Югославия. По време на италианската окупация е заловен и затворен в Тирана в 1942 – 1943 г. След излизането от затвора става партизанин във Втора албанска бригада. Заема различни военни и партийни длъжности. След установяването на комунистическата власт служи в НР Македония и Сърбия.